# WASP-43 b
WASP-43 b, également nommée Astrolábos, est une exoplanète orbitant autour de l'étoile WASP-43, elle a été découverte en 2011 par la méthode des transits.
Au moment de sa découverte, sa période orbitale d'environ 0,8 jour (19,2 heures) est la deuxième plus courte à avoir été découverte, après celle de WASP-19 b. De plus, toujours au moment de sa découverte, WASP-43 b était la Jupiter chaude avec l'orbite la plus près de son étoile, ce qui s'explique par la faible masse de son étoile.

## Histoire de son observation
C'est le programme SuperWASP qui a déterminé que WASP-43 était une candidate pour la détection d'exoplanètes par la méthode des transits. Cette étoile a d'abord été observée par WASP-Sud au South African Astronomical Observatory entre janvier et mai 2009.
Puis des observations par les deux programmes WASP-Sud et WASP-Nord, dans leur hémisphère respectif, ont mené à la collecte de 13768 points de données entre janvier et mai 2010, puis à l'utilisation de CORALIE à l'observatoire de La Silla, au Chili. La méthode des vitesses radiales a confirmé que WASP-43 b était une planète, révélant aussi sa masse par le même processus. La courbe de lumière du transit de la planète a été déterminée avec TRAPPIST en décembre 2010.
La découverte de la planète a été publiée dans Astronomy and Astrophysics le 14 avril 2011.
En 2014, le transit secondaire de la planète est rapporté. L'observation complète des phases de la planète, en septembre 2014.

## Caractéristiques
WASP-43 b est une Jupiter chaude de haute densité : sa masse est de 1,78 masses de Jupiter et son rayon, de 0,93 celui de Jupiter. La planète orbite son étoile avec un demi-grand axe de 0,0142 u.a. tous les 0,813475 jour, ou 19,5234 heures. Au moment de sa découverte, sa période orbitale était la plus petite connue, alors que c'est maintenant WASP-19 b qui en détient le record. Parallèlement, c'était aussi WASP-43 b qui était connue pour orbiter le plus près de son étoile, de façon comparable à la super Terre GJ 1214 b et à la planète candidate KOI-961.
À titre de comparaison, la planète Mercure a une période orbitale de 87,97 jours et orbite à une distance moyenne de 0,387 u.a. du Soleil.
Bien que les Jupiter chaudes sont connues pour avoir de petites périodes orbitales, les planètes avec des périodes d'environ 3 ou 4 jours sont très rares. Dans le cas de WASP-43 b, sa petite période s'explique par le fait que son étoile est de très petite masse. La rareté des systèmes tels que celui de WASP-43 suggère qu'il n'y a pas habituellement de Jupiter chaude autour d'étoiles de petites masses ou, alors, que de telles planètes ne maintiennent pas d'orbite stable autour de telles étoiles.
WASP-43 b, de même que WASP-19 b et WASP-18 b, étaient en conflit avec les modèles acceptés de force de marée, modèles dérivés de l'observation d'orbites de systèmes d'étoiles binaires. Ceci a donné lieu à des révisions du modèle.